# Culture de Halaf
La culture de Halaf, ou culture halafienne, est une culture archéologique du Néolithique qui s'est développée dans le sud-est de la Turquie et le nord de la Syrie et de l'Irak entre 6100 et 5500 av. J.-C. Son influence s'est fait sentir au-delà de ces régions.

## Extension géographique
La culture de Halaf tient son nom du site de Tell Halaf, dans le nord de la Syrie, site fouillé par Max von Oppenheim entre 1911 et 1927. Cette culture a cependant été identifiée pour la première fois par John Garstang en 1908 dans le site de Coba Höyük (en) (Sakce Gözü, Sakçagözü), alors en Syrie, territoire ottoman et désormais sur le territoire turc. Des éléments de cette culture ont également été découverts en 1913 par Leonard Woolley à la frontière actuelle entre la Turquie et la Syrie. Le site le plus important demeure le site de Tell Arpachiyah, près de Mossoul, en Irak.
À la culture de Halaf succède une phase de transition avec la culture d'Obeïd entre 5500 et 5200 av. J.-C. environ.

## Économie
L'agriculture était pratiquée dans des régions relativement arides. On parle donc d'aridoculture. C'est peut-être dans cette culture qu'apparaissent les prémices des premiers systèmes d'irrigation de la région.
Le blé amidonnier, l'orge et le lin étaient cultivés. L'élevage de bovins, de moutons et de chèvres est également attesté.
On constate également la diffusion à grande échelle de l'utilisation de l'obsidienne d'Anatolie pour fabriquer des objets tranchants. 

## Habitat

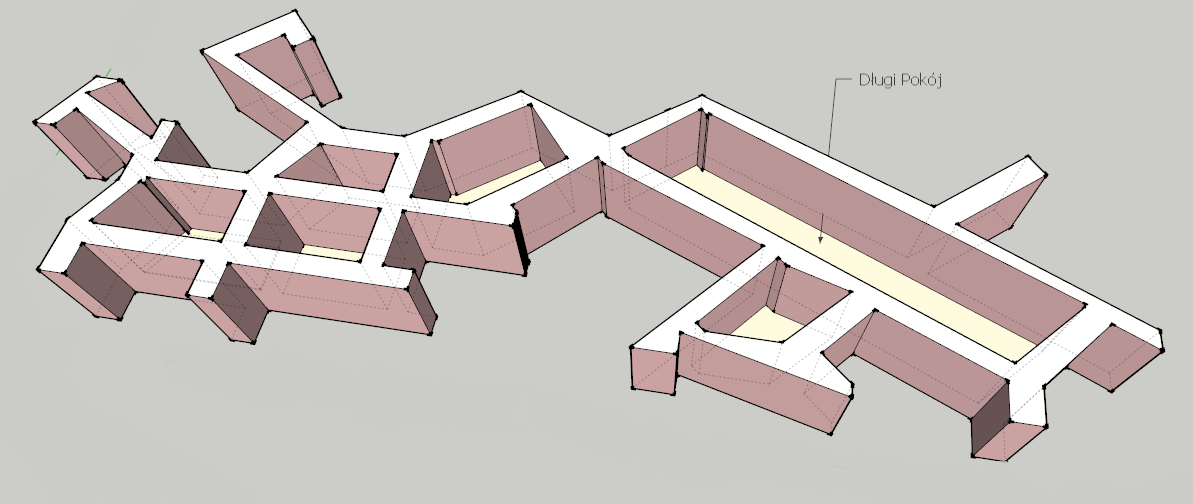
Restitution 3D d'un bâtiment de la culture de halaf sur le site de Tell Arpachiyah

Jusqu'à présent, aucun site Halaf n'a été fouillé sur une surface importante. Néanmoins, des bâtiments ont été exhumés dans plusieurs sites. À Tell Arpachiyah, plusieurs structures se caractérisent par une antichambre rectangulaire qui permet d'accéder à une tholos, c'est-à-dire une structure circulaire recouverte d'une voûte. Ces bâtiments étaient construits en briques de terre crue, parfois sur des fondations en pierre. Elles ont peut-être utilisée à des fins rituelles car une d'entre elles contenait un grand nombre de figurines féminines. Dans le même site, d'autres structures circulaires ont pu servir de maisons.

## Céramique
La céramique la plus connue de cette culture était sans doute produite par des spécialistes. Elle était parfois peinte de plusieurs couleurs. Les principaux motifs décoratifs étaient géométriques et animaliers.
D'autres poteries, non peintes, ont visiblement été employées comme vases de cuisson. De nombreuses hypothèses ont été émises pour expliquer cette diversité dans la poterie. On a supposé que la céramique peinte était destinée aux échanges mais l'analyse de cette dernière a montré qu'elle était produite localement dans la plupart des sites.
La céramique Halaf a été découverte dans d'autres régions du nord de la Mésopotamie, comme Ninive et Tepe Gawra ainsi qu'en Anatolie. Outre la poterie, les communautés Halaf réalisaient également des figurines féminines en terre-cuite ou en pierre, ainsi que des tampons en pierre. Ces tampons sont considérés comme les premiers éléments marquant le développement du concept de propriété personnelle, à l'image des tampons des périodes plus récentes.
La terre-cuite et la pierre étaient également employées pour la réalisation d'autres outils. L'usage du cuivre pour des éléments de parure est également documenté.

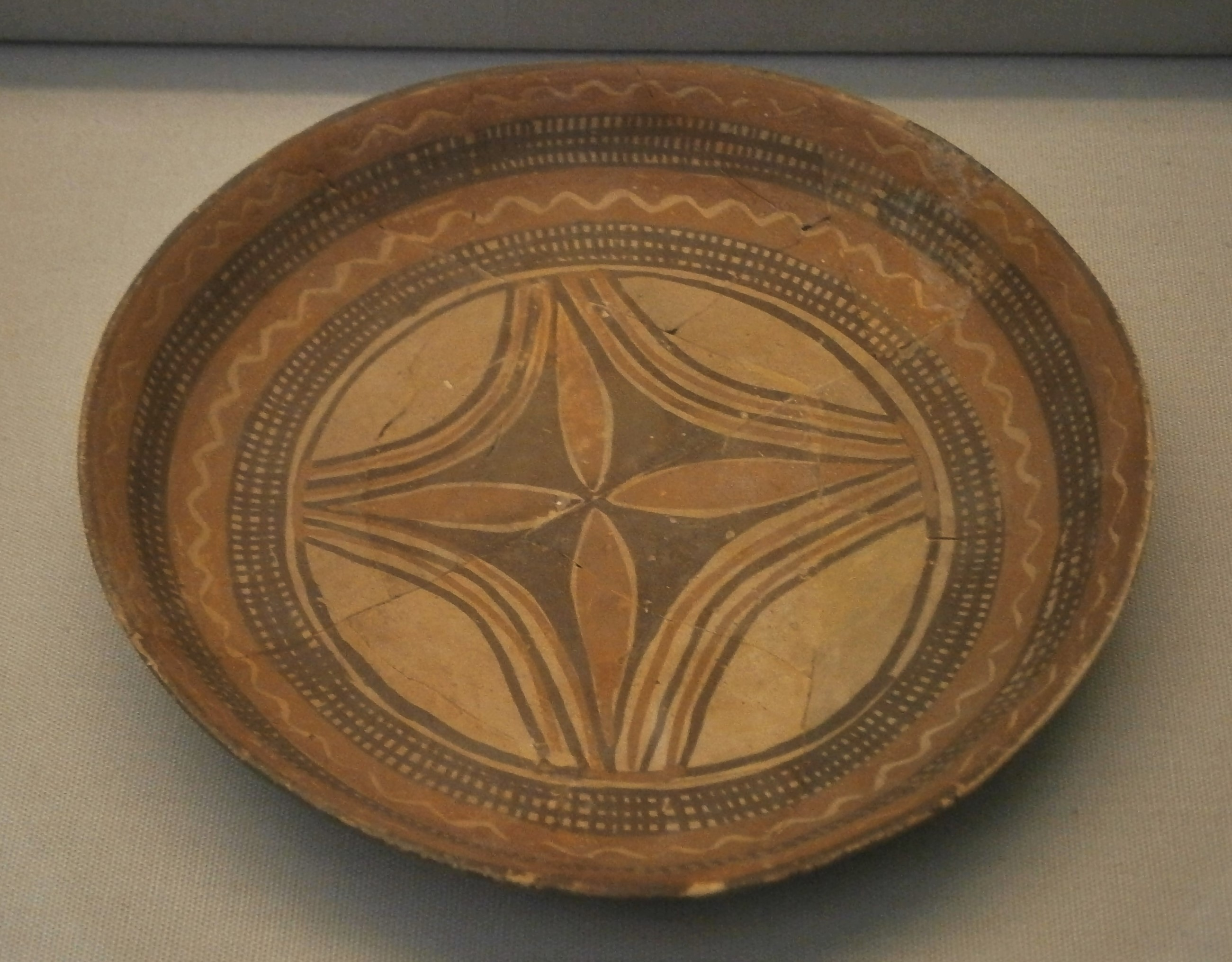
Plat à décor peint, Halaf récent (v. 5600 - 5200 av. J.-C.), Tell Arpachiyah. British Museum.
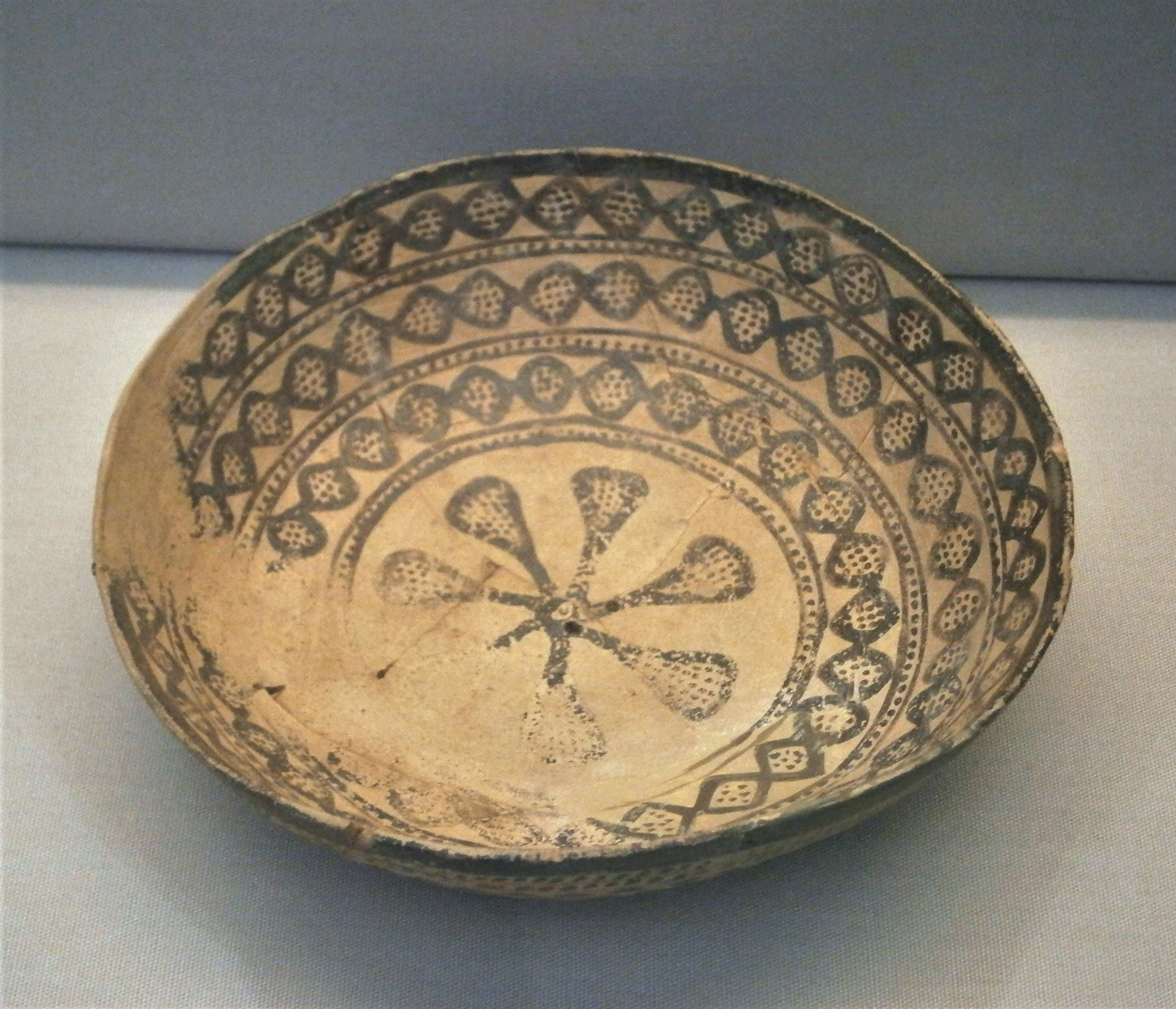
Bol à décor peint, Halaf récent (v. 5600 - 5200 av. J.-C.), Tell Arpachiyah.  British Museum.
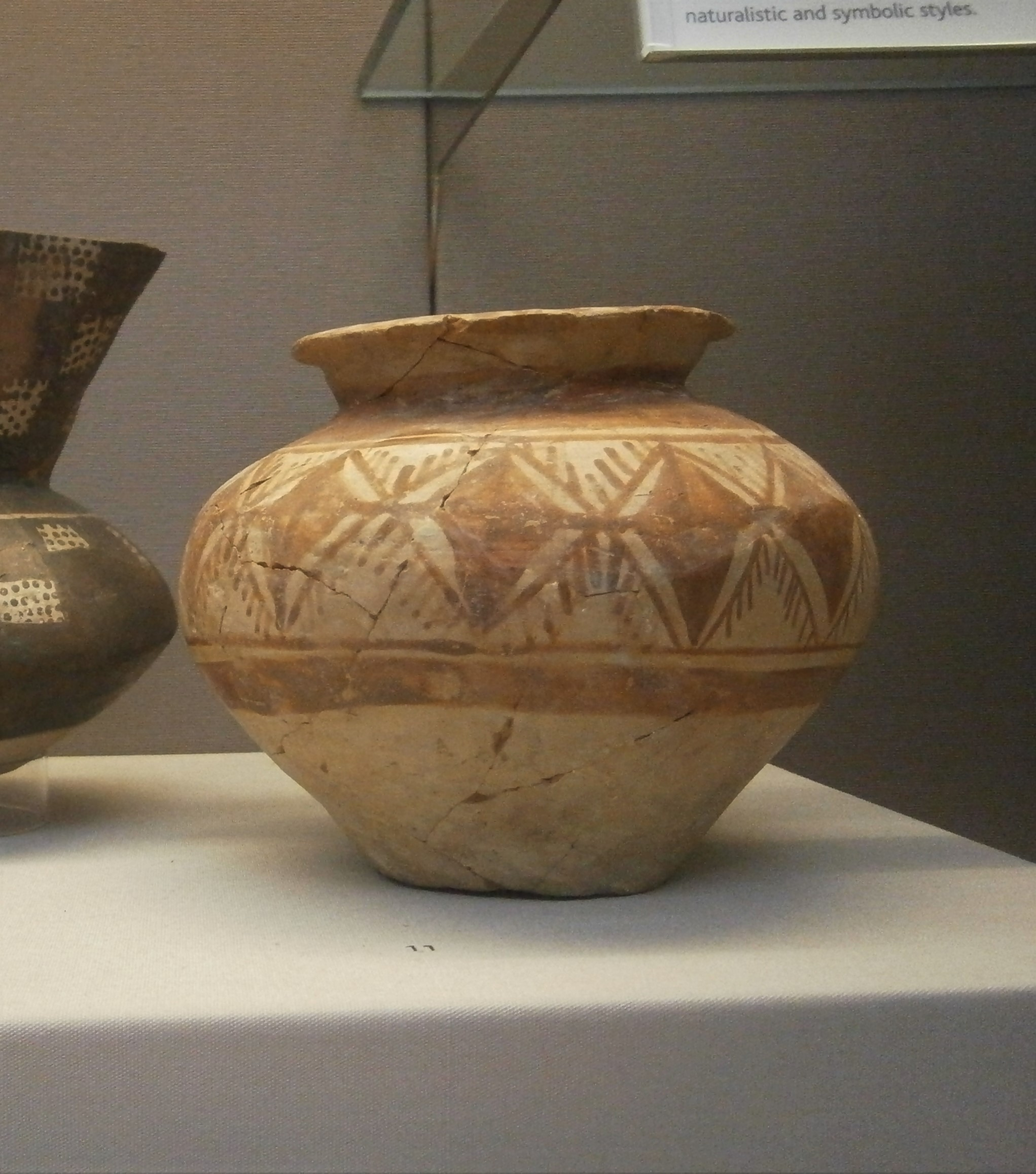
Jarre à décor peint, Halaf récent (v. 5600 - 5200 av. J.-C.), Chagar Bazar.  British Museum.

## Figurines

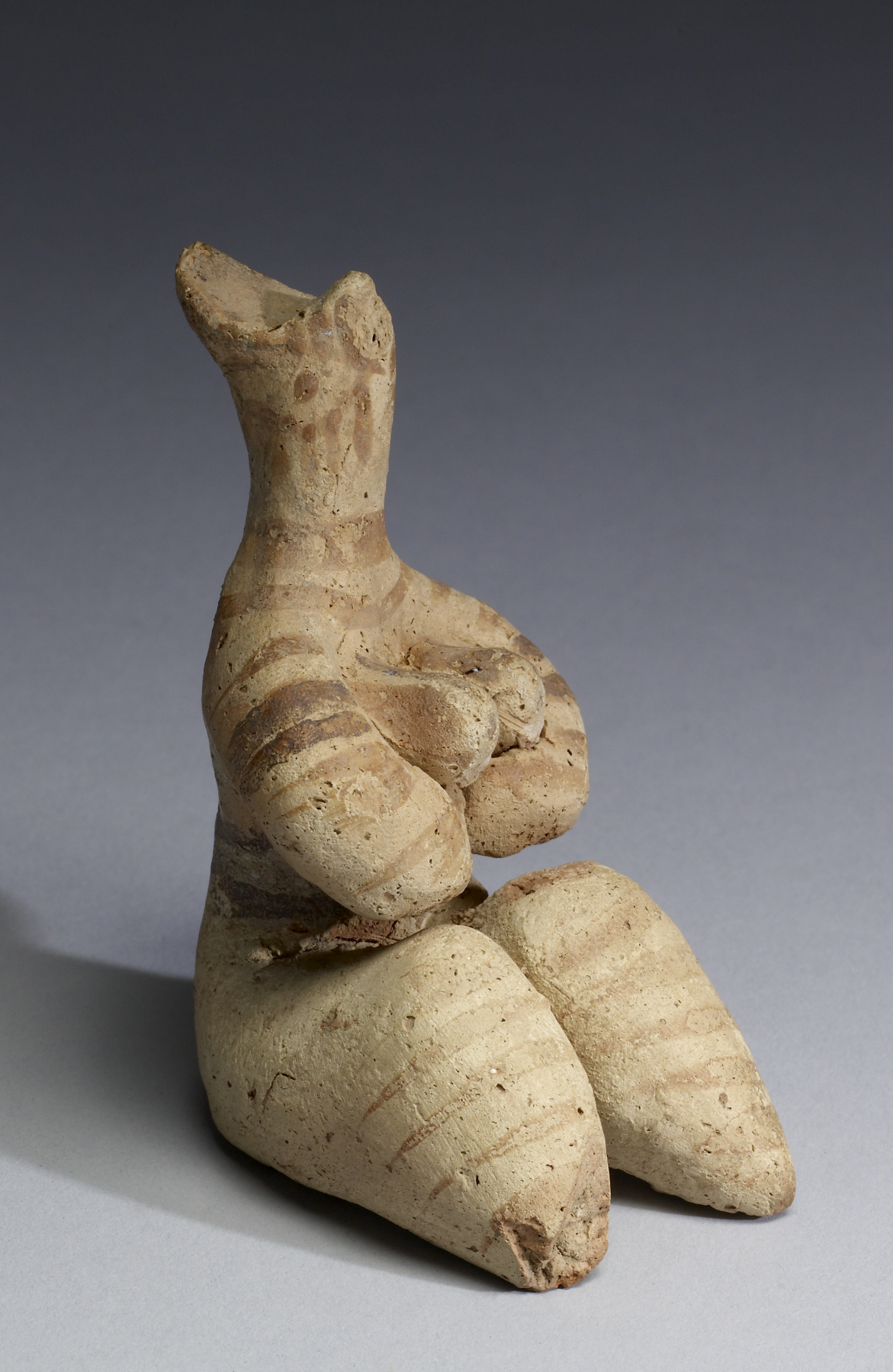
Figurine en terre-cuite provenant de Tell Halaf. Walters Art Museum.
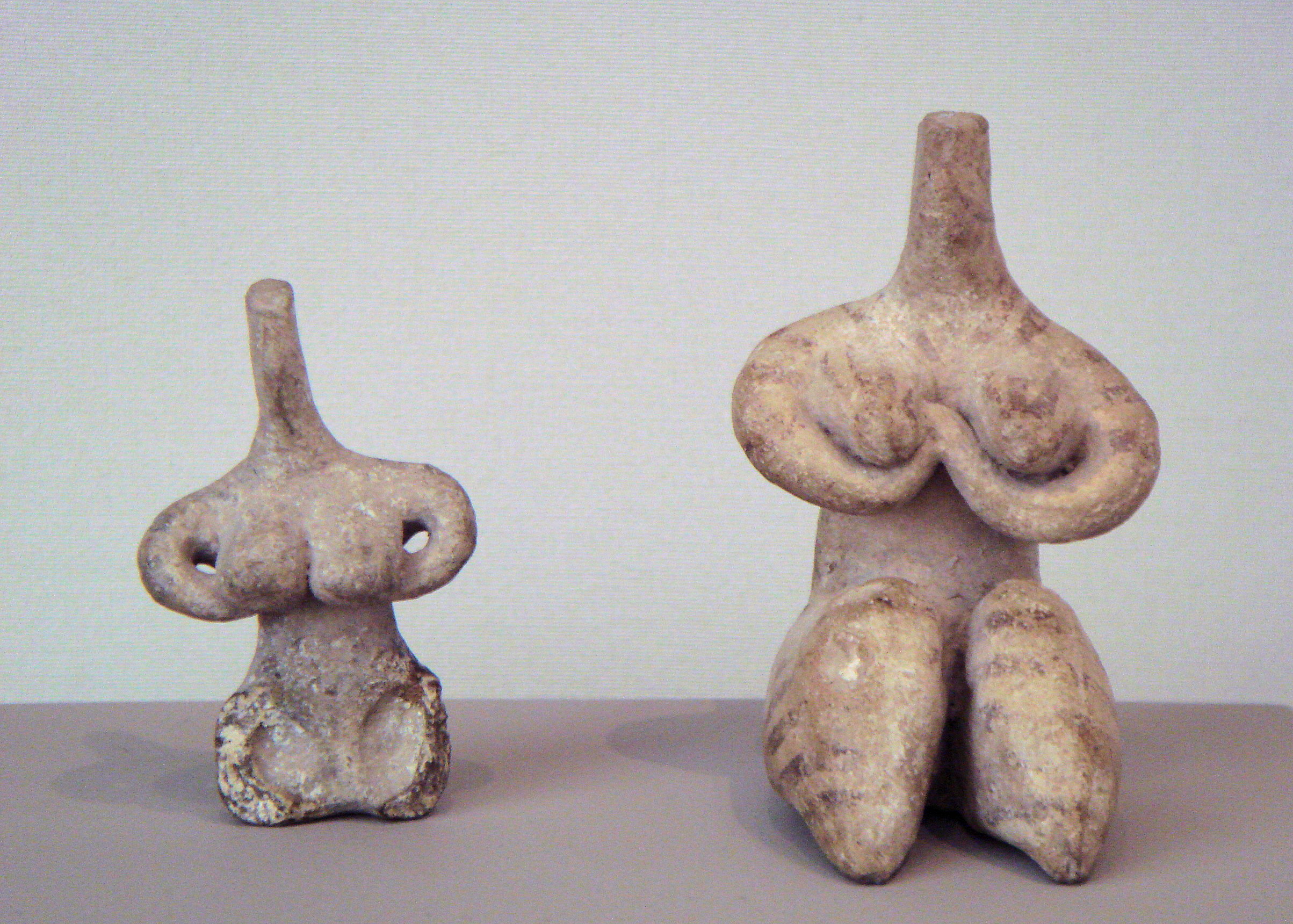
Figurines féminines. Musée du Louvre.
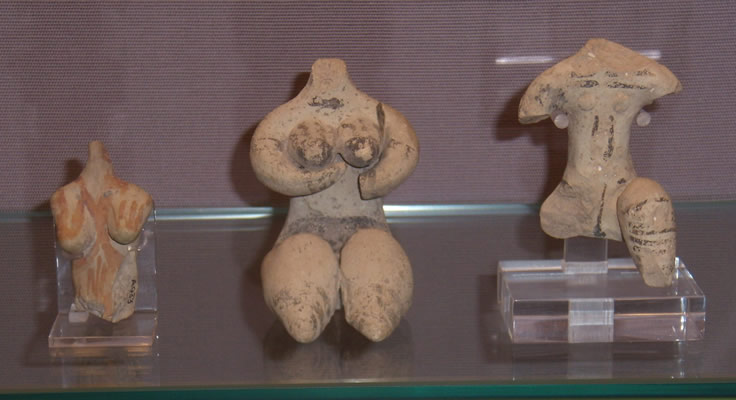
Figurines féminines provenant de Tell Arpachiyah et Chagar Bazar, Halaf récent (v. 5 600 - 5 200 av. J.-C.).  British Museum.

## Les fouilles de Sabi Abyad
Tell Sabi Abyad (le tell du Garçon Blanc), dans le nord de la Syrie, est un des sites majeurs de cette période. Il a été fouillé à partir de 1986 par l'archéologue Peter Akkermans (en). Les fouilles ont permis d'obtenir des informations essentielles sur les modalités de développement de la culture Halaf. Ainsi, la forme et le décor de certaines poteries témoignent du développement progressif de cette dernière.

### Préhistoire de Syrie et de Mésopotamie
- Jean-Louis Huot, Une archéologie des peuples du Proche-Orient : tome I, des peuples villageois aux cités-États (Xe-IIIe millénaire av. J.-C.), Paris, Errance, 2004
- (en) Peter M. M. G. Akkermans et Glenn M. Schwartz, The Archaeology of Syria : From Complex Hunter-Gatherers to Early Urban Societies (c.16,000-300 BC), Cambridge, Cambridge University Press, 2003
- (en) Stuart Campbell, « Northern Mesopotamia », dans Daniel T. Potts (dir.), A Companion to the Archaeology of the Ancient Near East, Malden et Oxford, Blackwell Publishers, coll. « Blackwell companions to the ancient world », 2012, p. 415-430
- (en) Joan Oates, « Prehistory and the Rise of Cities in Mesopotamia and Iran », dans Colin Renfrew (dir.), The Cambridge World Prehistory, Cambridge, Cambridge University Press, 2014, p. 1474-1497
- Pascal Butterlin, Architecture et société au Proche-Orient ancien : Les bâtisseurs de mémoire en Mésopotamie (7000-3000 av. J.-C.), Paris, Picard, 2018

### Période de Halaf
- (en) Gabriella Castro Gessner, « A Brief Overview of the Halaf Tradition », dans Sharon R. Steadman et Gregory McMahon (dir.), Handbook of ancient Anatolia (10,000–323 B.C.E.), Oxford, Oxford University Press, 2011, p. 777-795
- (en) Olivier P. Nieuwenhuyse, « Globalizing the Halaf », dans Tamar Hodos (dir.), The Routledge handbook of archaeology and globalization, Londres et New York, Routledge, 2017, p. 839–854